# Daniel Gerhardt (imagiste)
Pour les articles homonymes, voir Daniel Gerhardt et Gerhardt.
 (décembre 2022).
La mise en forme du texte ne suit pas les recommandations de Wikipédia : il faut le « wikifier ».
Les points d'amélioration suivants sont les cas les plus fréquents :
- Les titres sont pré-formatés par le logiciel. Ils ne sont ni en capitales, ni en gras.
- Le texte ne doit pas être écrit en capitales (les noms de famille non plus), ni en gras, ni en italique, ni en « petit »…
- Le gras n'est utilisé que pour surligner le titre de l'article dans l'introduction, une seule fois.
- L'italique est rarement utilisé : mots en langue étrangère, titres d'œuvres, noms de bateaux, etc.
- Les citations ne sont pas en italique mais en corps de texte normal. Elles sont entourées par des guillemets français : « et ».
- Les listes à puces sont à éviter, des paragraphes rédigés étant largement préférés. Les tableaux sont à réserver à la présentation de données structurées (résultats, etc.).
- Les appels de note de bas de page (petits chiffres en exposant, introduits par l'outil «  Source ») sont à placer entre la fin de phrase et le point final[comme ça].
- Les liens internes (vers d'autres articles de Wikipédia) sont à choisir avec parcimonie. Créez des liens vers des articles approfondissant le sujet. Les termes génériques sans rapport avec le sujet sont à éviter, ainsi que les répétitions de liens vers un même terme.
- Les liens externes sont à placer uniquement dans une section « Liens externes », à la fin de l'article. Ces liens sont à choisir avec parcimonie suivant les règles définies. Si un lien sert de source à l'article, son insertion dans le texte est à faire par les notes de bas de page.
- La présentation des références doit suivre les conventions bibliographiques. Il est recommandé d'utiliser les modèles {{Ouvrage}}, {{Chapitre}}, {{Article}}, {{Lien web}} et/ou {{Bibliographie}}. Le mode d'édition visuel peut mettre en forme automatiquement les références.
- Insérer une infobox (cadre d'informations à droite) n'est pas obligatoire pour parachever la mise en page.

Pour une aide détaillée, merci de consulter Aide:Wikification.
Si vous pensez que ces points ont été résolus, vous pouvez retirer ce bandeau et améliorer la mise en forme d'un autre article.
Daniel Gerhardt est un artiste plasticien et concepteurs d'images français. Il réalise fréquemment des imprimés à tirages limités signés et numérotés. Il organise et prend part à de nombreuses expositions de groupe et met en place des expositions personnelles,,.

## Biographie
Né le 8 août 1952, Daniel Gerhardt est originaire de Fénétrange où il passe son enfance. Son père étant un peintre en bâtiment, tout comme son grand-père et son arrière grand-père, Daniel Gerhardt grandit dans une grande maison où sont entreposés de nombreux outils et matériels de peinture laissés par les générations précédentes. Outils avec lequel il expérimente dès l'enfance, notamment la peinture à l'huile qu'il commence à manipuler dès ses trois ans. 
Convaincu par la passion de son fils ainsi que les recommandations d'amis, le père de Daniel Gerhardt l'autorise à passer le concours d'entrée à l’école des Arts Décoratifs de Strasbourg en 1969. Il a alors 17 ans, et il y reste cinq ans. Durant cette période, Daniel Gerhardt fréquente de nombreux ateliers au sein et en-dehors de l'école, notamment de peinture mais aussi de gravure, sérigraphie, cinéma... 
En 1974, il part en voyage d’étude au Canada (Montréal, Québec, Université de Chicoutimi Nord).
De retour en France, de 1974 à 1977, il assure les fonctions d’Illustrateur Concepteur chez Havas. Puis, il rejoint le groupe de presse régionale en tant que concepteur graphiste de 1977 à 1980.
De 1980 à 1985, il est Directeur Artistique Associé chez MP CREATION. Il réintègre le Groupe de Presse Régionale en 1985 qu’il quittera à nouveau en 1987. La même année, il crée une structure de conception et de réalisation visuelle : SARL Gerhardt, Titeux & Ginther (GTG) au 6 rue Edel à Strasbourg. 
Il est inscrit depuis 1995 à la Maison des Artistes en tant que plasticien.
En 1998 et 1999, il intervient fréquemment en conseils visuels au sein de divers groupes de travail pour des petites et moyennes entreprises.
En 2000, il fonde la société ReCréation, spécialisée en communication institutionnelle. Il intervient régulièrement auprès de cabinets d’architectures et en pré-visualisation de projets architecturaux. 
En 2003, il met fin à l’activité de la structure GTG et se concentre sur la direction artistique de ReCréation,.

## Œuvres et expositions

### Expositions personnelles
- 2000 : Exposition permanente à l'hôtel-restaurant La Belle Vue à Saulxures[11],[12].
- 2005-2006 : Décoration des chambres de l'Hôtel Cathédrale de Strasbourg[13]
- 2016 :  Exposition à l'ECAM, Schiltiglheim[14]
- 2016 : Atelier Mittelhausbergen, Strasbourg[15]
- 2017 : Expo et Danse, Espace Santé de Wiwersheim[2]

### Expositions de groupe
- 2011 : Exposition du groupe Équinoxe à la Cour Boecklin, Bischheim[16]
- 2012 : Exposition La Main du Cœur, Strasbourg[17]
- 2012 :  Concert-expo à l'Église du Temple Neuf, Strasbourg[18]
- 2014 : Exposition du groupe Équinoxe L'Évasion, Sélestat[19]
- 2015 : Exposition Au Fil d'Eau, caveau de Sainte-Barbe, Sélestat (sponsorisé par Sanofi Pasteur)[20]
- 2018 : Exposition avec Robert Stephan à la Cave de Ribeauvillé[21]

### Ouvrages
Inventaires et vocation : livre autobiographique et auto-édité présentant également une rétrospective des œuvres les plus marquantes de l'artiste.